# Yum cha

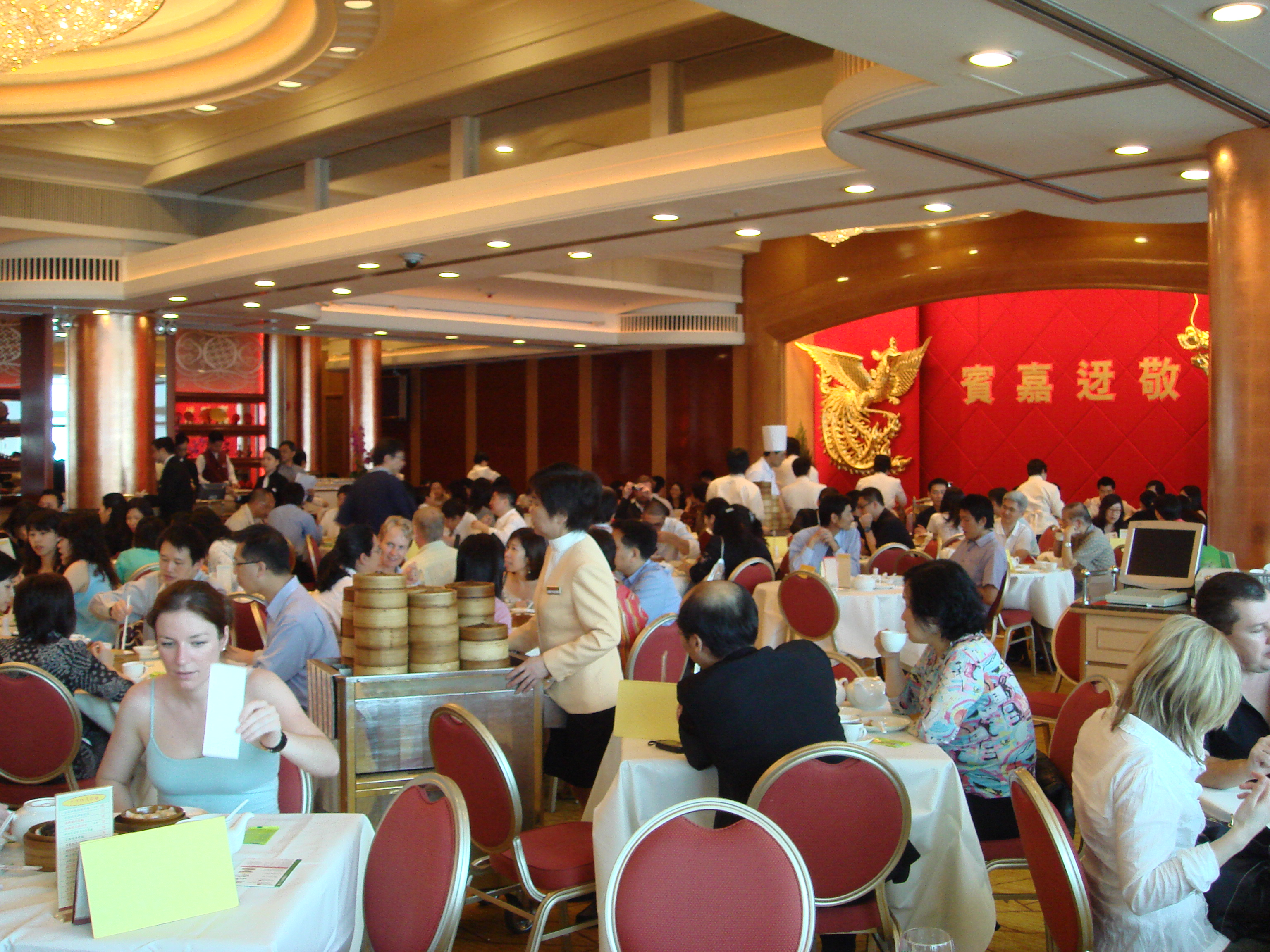
Yum cha

Yum cha (chiń. upr. 饮茶; chiń. trad. 飲茶; pinyin yǐn chá; jyutping jam2 caa4) – zrytualizowany zwyczaj towarzyski rozpowszechniony zwłaszcza w południowych regionach Chin, Hongkongu i Malezji. Dotyczy głównie posiłków przedpołudniowych spożywanych w weekendy oraz lunchu (ale nie kolacji), do herbaty podaje się różnorodne lekkie przekąski zwane dim sum, serwowane przede wszystkim w specjalizujących się w nich restauracjach.